# فيليب إم. بريدلوف
فيليب إم. بريدلوف (بالإنجليزية: Philip M. Breedlove)‏ هو ضابط أمريكي، ولد في 21 سبتمبر 1955 في أتلانتا في الولايات المتحدة.

## وصلات خارجية
- فيليب إم. بريدلوف على موقع مونزينجر (الألمانية)